# Jean Leon Gerome Ferris

Jean Leon Gerome Ferris (Filadelfia, Pensilvania, 8 de agosto de 1863 - Filadelfia, 18 de marzo de 1930) fue un pintor estadounidense conocido por la serie de 78 escenas de la historia de Estados Unidos, titulada The Pageant of a Nation (El desfile de una nación), la mayor serie de pinturas históricas estadounidenses realizada por un solo artista.

## Primeros años
Ferris, nacido en Filadelfia (Pensilvania), era hijo de Stephen James Ferris, un retratista seguidor de Jean-Léon Gérôme y de Mariano Fortuny, y sobrino de los pintores Edward Moran y Thomas Moran.
En 1879 Ferris se matriculó en la Academia de Bellas Artes de Pensilvania y desde 1883 siguió formándose en la Académie Julian con William-Adolphe Bouguereau. Llegó a conocer a Jean-Léon Gérôme, que influyó mucho en su decisión de pintar escenas de la historia de Estados Unidos.

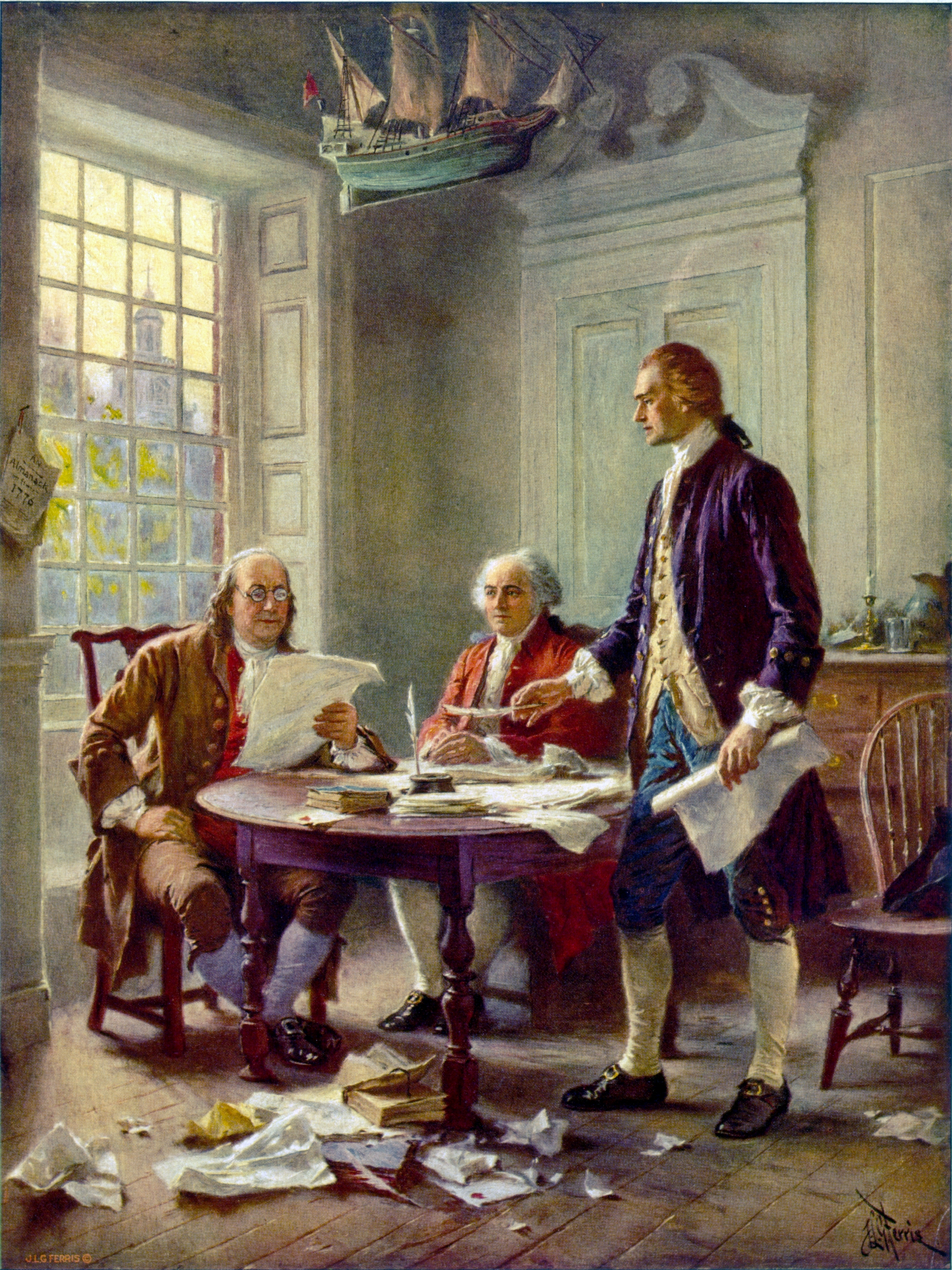
Escribiendo la Declaración de Independencia, 1776, (1900). De izquierda a derecha Benjamin Franklin, John Adams y Thomas Jefferson del Comité de los Cinco.

## Carrera profesional
Sus primeros temas fueron de carácter orientalista, movimiento en boga en su juventud. En 1882 expuso un cuadro titulado Alimentando al Ibis que fue valorado en 600 dólares. En 1895 ya poseía prestigio como pintor histórico y se embarcó en el proyecto de crear una serie que desarrollase una narración histórica de los Estados Unidos. En 1898 vendió El dique del general Howe, 1777. Aunque no volvió a vender otro cuadro más de la serie, para evitar que quedara incompleta, sí vendió los derechos de reproducción a varias editoriales, lo que tuvo el efecto de popularizar en gran medida su obra. La serie se encuentra reproducida en forma de grabados, tarjetas postales o calendarios.
La serie completa estuvo expuesta en el Independence Hall de Filadelfia de 1913 a 1930, trasladándose posteriormente al cercano Congress Hall. Antes de ser devuelta a la familia Ferris estuvo también en el Instituto Smithsoniano.

## Vida personal
Ferris se casó con Annette Amelia Ryder en 1894, y tuvieron una hija llamada Elizabeth Mary. Murió en Filadelfia en 1930.

## Crítica
La American Philosophical Society ha afirmado que la serie histórica de Ferris confunde "la veracidad con la verosimilitud", y el historiador del arte Gerald M. Ackerman describe los cuadros como "espléndidos en cuanto a la exactitud de los accesorios, la vestimenta y, sobre todo, en los detalles de los transportes terrestres y los barcos", pero "extremadamente secos en su ejecución y bastante monótonos en su composición".